# Coccophagus ochraceus
Coccophagus ochraceus är en stekelart som beskrevs av Howard 1895. Coccophagus ochraceus ingår i släktet Coccophagus och familjen växtlussteklar. Inga underarter finns listade i Catalogue of Life.